# Lista odcinków serialu Manhattan
Poniżej znajduje się lista odcinków serialu telewizyjnego  Manhattan – który był emitowany przez amerykańską kablową stację telewizyjną  WGN America od 20 kwietnia 2014 roku do 15 grudnia 2015 roku. Łącznie powstały 2 serie, które składają się z 23 odcinków. W Polsce serial nie był emitowany.
| Sezon | Sezon | Odcinki | Oryginalna emisja WGN America | Oryginalna emisja WGN America | Oryginalna emisja | Oryginalna emisja | Oryginalna emisja |
| Sezon | Sezon | Odcinki | Premiera sezonu               | Finał sezonu                  | Premiera sezonu   | Finał sezonu      |                   |
| ----- | ----- | ------- | ----------------------------- | ----------------------------- | ----------------- | ----------------- | ----------------- |
|       | 1     | 13      | 27 lipca 2014                 | 19 października 2014          | brak danych       | brak danych       |                   |
|       | 2     | 10      | 13 października 2015          | 15 grudnia 2015               | brak danych       | brak danych       |                   |

## Sezon 1 (2014)
| Nr | #  | Tytuł                               | Reżyseria           | Scenariusz                     | Premiera WGN America | Premiera     |
| -- | -- | ----------------------------------- | ------------------- | ------------------------------ | -------------------- | ------------ |
| 1  | 1  | You Always Hurt the One You Love    | Thomas Schlamme     | Sam Shaw                       | 27 lipca 2014        | nieemitowany |
| 2  | 2  | The Prisoner's Dilemma              | Thomas Schlamme     | Sam Shaw                       | 3 sierpnia 2014      | nieemitowany |
| 3  | 3  | The Hive                            | Christopher Misiano | Nathaniel Halpern Lisa Melamed | 10 sierpnia 2014     | nieemitowany |
| 4  | 4  | Last Reasoning of Kings             | Paris Barclay       | Tom Spezialy Gideon Yago       | 17 sierpnia 2014     | nieemitowany |
| 5  | 5  | A New Approach to Nuclear Cosmology | Bill D'Elia         | Mark Lafferty Noelle Valdivia  | 24 sierpnia 2014     | nieemitowany |
| 6  | 6  | Acceptable Limits                   | Michael Uppendahl   | Dustin Thomason                | 31 sierpnia 2014     | nieemitowany |
| 7  | 7  | The New World                       | Rosemary Rodriguez  | Lila Byock Dustin Thomason     | 7 września 2014      | nieemitowany |
| 8  | 8  | The Second Coming                   | Daniel Stern        | Sam Shaw Dustin Thomason       | 14 września 2014     | nieemitowany |
| 9  | 9  | Spooky Action at a Distance         | Andrew Bernstein    | Mark Lafferty                  | 21 września 2014     | nieemitowany |
| 10 | 10 | The Understudy                      | Simon Cellan Jones  | Tom Spezialy                   | 28 września 2014     | nieemitowany |
| 11 | 11 | Tangier                             | Julie Anne Robinson | Scott Brown                    | 5 października 2014  | nieemitowany |
| 12 | 12 | The Gun Model                       | Dan Attias          | Lila Byock                     | 12 października 2014 | nieemitowany |
| 13 | 13 | Perestroika                         | Thomas Schlamme     | Sam Shaw                       | 19 października 2014 | nieemitowany |

## Sezon 2 (2015)
| Nr | #  | Tytuł                            | Reżyseria           | Scenariusz                       | Premiera WGN America | Premiera     |
| -- | -- | -------------------------------- | ------------------- | -------------------------------- | -------------------- | ------------ |
| 14 | 1  | Damnatio Memoriae                | Thomas Schlamme     | Sam Shaw                         | 13 października 2015 | nieemitowany |
| 15 | 2  | Fatherland                       | Dan Attias          | Scott Brown                      | 20 października 2015 | nieemitowany |
| 16 | 3  | The Threshold                    | Andrew Bernstein    | Lila Byock, Vinne Wilhelm        | 27 października 2015 | nieemitowany |
| 17 | 4  | Overlord                         | Christopher Misiano | Alexander Woo                    | 3 listopada 2015     | nieemitowany |
| 18 | 5  | The World of Tomorrow            | Daniel Stern        | Mark Lafferty                    | 10 listopada 2015    | nieemitowany |
| 19 | 6  | 33                               | Kimberly Peirce     | Scott Brown, Megan Ferrell Burke | 17 listopada 2015    | nieemitowany |
| 20 | 7  | Behold The Lord High Executioner | Jennifer Getzinger  | Lila Byock, Vinne Wilhelm        | 24 listopada 2015    | nieemitowany |
| 21 | 8  | Human Error                      | Julie Anne Robinson | Mark Lafferty                    | 1 grudnia 2015       | nieemitowany |
| 22 | 9  | Brooklyn                         | Michael Uppendahl   | Dustin Thomason                  | 8 grudnia 2015       | nieemitowany |
| 23 | 10 | Jupiter                          | Thomas Schlamme     | Sam Shaw                         | 15 grudnia 2015      | nieemitowany |